# Standing in the Shadows of Love
Standing in the Shadows of Love è una canzone del gruppo soul e R&B statunitense The Four Tops, estratta come secondo singolo dall'album Reach Out e pubblicata nel 1966 dalla Motown. Anche se non riuscì ad eguagliare il precedente Reach Out I'll Be There, ebbe un successo commerciale clamoroso, posizionandosi al numero 6 della classifica degli Stati Uniti. Come se non bastasse, arrivò al secondo posto del grafico R&B del Regno Unito ed entrò nella "Top 40" del Canada, dei Paesi Bassi e della Germania.
Si trova alla posizione 470 della lista delle 500 migliori canzoni della storia redatta dalla rivista inglese Rolling Stone.

## Storia
Il brano fu scritto dal trio di compositori Holland-Dozier-Holland, che seguirono un metodo compositivo diverso dal solito: stupiti infatti dal successo di Reach Out, decisero di creare un pezzo molto simile, in modo tale che guadagnasse più facilmente fama e notorietà. I tre quindi arrangiarono Standing in the Shadows of Love per lo stesso tipo e numero di strumenti musicali, che vennero suonati dalla band di supporto dell'etichetta discografica, i The Funk Brothers. Anche per la stesura del testo furono poco creativi, in quanto non fecero altro che riprendere il soggetto di un'altra hit della Motown, cantata dalle Supremes, Standing At The Crossroads of Love. Questo maniera di fare composizioni col tempo venne sempre più sfruttata dai compositori, che si ritrovarono ben presto a scrivere canzoni come [ [bernadette] ]  e 7 Rooms of Gloom nello stesso stile di Reach Out.

## Cover e utilizzi
- Standing in the Shadows of Love è stata re-interpretata dai The Jackson Five, da Barry White, da Hall & Oates, da Joe Stubbs (fratello di Levi Stubbs dei The Four Tops), da Tommy Boyce, da Rod Stewart e da Phil Collins.
- Il titolo della canzone è stato utilizzato per nominare il documentario sui The Funk Brothers "Standing in the Shadows of Motown".
- Lonely Ol' Night di John Mellencamp è basata interamente sul pezzo dei Four Tops.
- The Other Side degli Aerosmith possiede un riff estremamente simile a quello di Standing in the Shadows of Love. Per questo Holland-Dozier-Holland decisero di querelare la band e di denunciarla per plagio. Fortunatamente la questione è finita bene per entrambi, soprattutto per i tre scrittori, che ottennero l'accreditamento parziale della composizione degli Aerosmith.
- Con la traduzione "L'ombra di nessuno" è il lato B del 45 giri dei Primitives dal titolo YEEEEEEH!.
- Venne interpretata anche da Caterina Caselli (con lo stesso titolo) e inclusa nel 33 giri Diamoci del tu del 1967.

## Lato B
Il B -side della versione originale di Standing in the Shadows of Love era la canzone Since You've Been Gone. Curiosamente, essa non venne pubblicata su Reach Out, insieme al suo lato A, ma nell'album successivo, The Four Tops on Top.

## Formazione
- Levi Stubbs: voce
- Abdul "Duke" Fakir, Renaldo "Obie" Benson, Lawrence Payton, e The Andantes (Jackie Hicks, Marlene Barrow e Louvain Demps): coro
- The Funk Brothers: tutti gli strumenti